# Relazioni bilaterali tra Giappone e San Marino
Le relazioni bilaterali tra Giappone e San Marino sono iniziate formalmente nel 1996. Tuttavia, le visite di funzionari giapponesi e sammarinesi nei rispettivi paesi erano avvenute fin dagli anni cinquanta, con un consolato onorario di San Marino istituito in Giappone nel 1961, successivamente innalzato al consolato generale onorario nel 1998.
San Marino ha un'ambasciata a Tokyo e un consolato a Kōbe, mentre il Giappone ha un consolato generale nella città di San Marino.